# Pierre Henri Hugoniot
Pierre-Henri Hugoniot (Allenjoie, Doubs, Francia, 5 de junio de 1851 - Nantes, Francia, febrero de 1887) fue un inventor, matemático y físico francés que trabajó en la mecánica de fluidos, especialmente en el flujo compresible y ondas de choque.
Tras unirse a la artillería marina se graduó por la École Polytechnique en 1872, y se convirtió en profesor de mecánica y balística en la Escuela de Artillería de Lorient (1879-1882) y Director Adjunto del Laboratorio Central de Artillería Naval (1882-1884). Fue ascendido a capitán en enero de 1884 y en abril fue nombrado profesor adjunto de ingeniería mecánica en la École polytechnique. Junto a compañeros como Hippolyte Sebert (1839-1930), trabajó en la mecánica de gases que acompañaban a la detonación de un proyectil.
Así desarrolló la teoría que, empleando la conservación de la masa, momento y energía, permitió estudiar flujos compresibles en aerodinámica. La ecuación de Rankine-Hugoniot (para flujo adiabático) recibe ese nombre en su honor.

## Obras
- Hugoniot (1887) "Mémoire sur la propagation du mouvement dans un fluide indéfini," Journal de Mathématiques pures et appliquées (4th series), vol. 3, pages 477-492 (enlace roto disponible en Internet Archive; véase el historial, la primera versión y la última). and vol. 4, pages 153-168 (enlace roto disponible en Internet Archive; véase el historial, la primera versión y la última)..
- Hugoniot (1887). «Sur la propagation du mouvement dans les corps et spécialement dans les gaz parfaits (première partie)». Journal de l'École Polytechnique (en francés) 57: 3-97.
- Hugoniot (1889). «Sur la propagation du mouvement dans les corps et spécialement dans les gaz parfaits (deuxième partie)». Journal de l'École Polytechnique (en francés) 58: 1-125.